# HSBP1
HSBP1 (англ. Heat shock factor binding protein 1) – білок, який кодується однойменним геном, розташованим у людей на 16-й хромосомі. Довжина поліпептидного ланцюга білка становить 76 амінокислот, а молекулярна маса — 8 544.
| 10         |  | 20         |  | 30         |  | 40         |  | 50         |
| ---------- |  | ---------- |  | ---------- |  | ---------- |  | ---------- |
| MAETDPKTVQ |  | DLTSVVQTLL |  | QQMQDKFQTM |  | SDQIIGRIDD |  | MSSRIDDLEK |
| NIADLMTQAG |  | VEELESENKI |  | PATQKS     |  |            |  |            |

A: Аланін

D: Аспарагінова кислота

E: Глутамінова кислота

F: Фенілаланін

G: Гліцин

I: Ізолейцин

K: Лізин

L: Лейцин

M: Метіонін

N: Аспарагін

P: Пролін

Q: Глутамін

R: Аргінін

S: Серин

T: Треонін

Локалізований у ядрі.